# Magyar LMBT-kronológia (1990 előtt)
Az alábbi kronológia a leszbikus, meleg, biszexuális és transznemű embereket érintő fontosabb magyar eseményeket tartalmazza 1990 előtt.

## 13. század
- 1221 – Az első magyar vonatkozású forrásként, amely említi az azonos nemű személyek közötti kapcsolatokat, Magyarországi Pál domonkos szerzetes, a bolognai egyetem professzora egy gyóntatópapok számára írt kézikönyvben arra is kitér, hogy a szexuális aktus természetellenes, „amikor az ember kiönti a magját”. Illetve azt is megfogalmazta, hogy „a természet edényén (azaz a vaginán) kívüli pollúció, bárhogy tesszük, természetellenes bűn, mindenki, aki ezt az utat járja, szodomitának neveztetik.”[1]

## 14. század
- Az első ismert magyarországi utalás a homoszexualitásra, amelyet akkoriban „katzérság”-nak hívtak: „Lajos királnak és szent koronájának való hívség-tartásodra minden orvot, tolvajt, gyilkost, katzért, emberétetőket, bűnösöket, bájosokat, házégetőket, szentegyháztörőket, fél hiten valót… igazán megmondod, megnevezed és kiadod.” (Részlet egy tiszti eskümintából)[2]

## 16. század
- 1566 – A Kassai Jogkönyv halálbüntetést ír elő a szodómiára: „az  egyház az égbekiáltó bűnök közé sorolja a szodómiát, úgy a világos törvények is oly súlyosnak tartják, hogy azt még említeni is vétek, melytől Isten oltalmazzon minden embert.”[1]
- 1574 – Egy becsületsértési ügy során egy nemes, bizonyos V. F. feljelenti Gombos Andrást, mert őt pederasztasággal vádolta. A fennmaradt tanúkihallgatási jegyzőkönyv szerint a tanú hallotta, hogy a feljelentő egyik ellensége sodomiticusnak, natium vellicatornak (shegtekerew)-nek nevezte őt.[1]

## 17. század
- 1685 – Alvinczy Péter Gyulafehérváron így rendelkezik: „a sodomiaéletet gyakorlók ellen inquisitorok deputáltatnak”. Az indoklásban azt is megjegyzi, hogy ez a bűn hazánkban akkoriban valósággal „eláradott (...) magunk udvarunkban s az collegiumokban és hadaink között” is.[1]
- 1687 – Kollonich Lipót esztergomi érsek az Alsó-Ausztria számára készült Praxis Criminalist (Ferdinandea) (1656) a Nagyszombati Egyetem tanáraival latinra fordíttatja, majd 1696-ban mint alkalmazandó jogot a Corpus Juris Hungarici szabályai közé veteti. A szöveg a szodómia három fajtáját különbözteti meg: 1. onania; 2. a férfiakkal per anum közösülés (büntetése halál); 3. ha nő nővel követi el (büntetése enyhébb).[1]

## 18. század
- 1715 – Az Országgyűlés elfogadja a Bencsik Mihály által készített büntetőjogi javaslatot, amely a nemi erkölcs elleni bűntettek között, a 15. §-ban – országos törvényjavaslat esetében első alkalommal – foglalkozott a szodómia és a bestialitás esetével: „Sodomia embernek emberrel való természetellenes fajtalansága, „a testi bűnök legborzasztóbbika”, amikor férfi férfivel, vagy nő nővel közösül; büntetése kard általi halál. Bestialitás embernek állattal való közösülése; „az elkövető ember és az állat máglyán haljanak meg, hamvaikat szórják a szelekbe vagy a vízbe.” Az uralkodó nem szentesítette a törvényt, így az nem lépett hatályba.[1]
- 1751 – Bodó Mátyás Jurisprudentia Criminalis című művében azt állítja, a szodómia a magyarok erkölcsi tisztasága miatt nem jellemző. Megfogalmazása szerint „e cselekményt a gens hungara  [a magyar nemzet] nem ismerte”, valamint „a magyarok közötti elterjedése a bűnnek a külföldiekkel való érintkezésre vezethető vissza”.[1]
- 1768 – A Mária Terézia által kiadott Constitutio Criminalis Theresiana a szodómiát halálbüntetéssel büntette. A törvénykönyv csak az osztrák tartományokban lépett hatályba, Magyarországon nem, ám a magyar bíróságok egyes passzusait mégis alkalmazták.
- 1787 – II. József eltörli a szodómia esetén alkalmazott halálbüntetést.
- 1795 – Az újabb büntetőjogi törvényjavaslat 51. §-a „bünteti az önmagán, hasonnemű vagy különnemű személyekkel, végre az állaton véghezvitt fajtalankodást”. A büntetés azonban „csak carcer”, vagyis börtön lett volna. A törvényjavaslat végül nem került az Országgyűlés elé.[1]

## 19. század
- 1843-1844 – Az Országgyűlés tárgyalja a következő büntetőjogi javaslatot. A 229. § így fogalmaz: „Természet elleni közösködésnek (sodomia et bestialitas) legnagyobb büntetése három évi rabság leend.” Az országgyűlési vitában Báró Sztojka Imre a következőképpen fogalmaz: „Ez olyan természet elleni borzasztó bűn, mely az emberiséget fellázasztja, ezért tehát a három év helyett örökös rabságot kívánok.” A levezető elnök is kevesellte a büntetést, „mert ez a természeti ösztönnek rettentő lealacsonyítása”, a többség azonban változatlan formában elfogadta a javaslatot. Azonban ez a törvényjavaslat sem jutott el az elfogadásig.[3]
- 1868-1869 – A magyar Kertbeny Károly megalkotja a „homoszexualitás” szót. 1868-ban egy Karl Heinrich Ulrichs német jogásznak és aktivistának küldött levelében első alkalommal írja le a „heteroszexuális” és „homoszexuális” szavakat. Egy évvel később két névtelenül írt pamfletet ad ki (A porosz büntető törvénykönyv 143-as paragrafusa és ennek 152-es paragrafusként való fenntartása az Észak-német Államszövetség büntetőtörvénykönyv-tervezetében; A porosz büntetőtörvénykönyv 143-as paragrafusa által okozott társadalmi kár...), annak érdekében, hogy az egységes Német Császárság új büntető törvénykönyve ne büntesse a férfiak közötti szexuális kapcsolatot.[4]
- 1878 – Az első magyar büntető törvénykönyv (az ún. Csemegi-kódex)[5] 241. §-a természeti elleni fajtalanság néven büntette a férfiak közti szexuális kapcsolatot. A vétséget elkövetőt a törvény egy évi fogházbüntetéssel sújthatta (erőszakkal vagy fenyegetéssel elkövetve öt év börtönnel; 242. §). Az 1880. szeptember 1-én életbe lépett jogszabály a leszbikus kapcsolatokra egyáltalán nem utalt.
- 1889 november – Csalás vádjával letartóztatják Vay Sándort, akiről a nyomozás során derül ki, hogy biológiai neme szerint nő. Az esetet a sajtó is megírja.[6] Dr. Birnbacher törvényszéki orvos is bekapcsolódik a nyomozásba. Az ő szakértői anyaga szolgáltatja az alapot Krafft-Ebing „gynandria” címszó alatt közzétett 166. számú esettanulmányához a Psychopathia Sexualis Veleszületett rendellenes nemi érzés a nőnél című fejezetében.[7][8]
- 1895 –  A sikkasztással vádolt Takáts Zoltán ügyvéd, ellenzéki vezér bírósági tárgyalásán beszámíthatatlanságra hivatkozik, s azt állítja, „szexuális perverzitásban” szenved, s a banki sikkasztás egyik elkövetőjével folytatott „perverz viszonyt”. Védekezését nem fogadják el.[9]
- 1896 – A millenniumi ünnepségek előtt a rendőrség által két kötetben kiadott, A rovott egyének rövid személyleírással ellátott betűsoros névjegyzéke címet viselő listán két „buzeráns” jelzővel illetett személy is szerepel.[10]
- 1897 – Vámbéry Rusztem ügyvéd, kriminológus tollából a Jogtudományi Közlöny 1897. szeptember 24-i számában jelenik meg cikk, A Btb. 241. §-a ellen címmel. Az apropót az adta, hogy Németországban petíciót indítottak az ottani Büntető Törvénykönyv 175. §-a eltörlése érdekében. A szerző úgy vélte, nem kellene megszüntetni a büntethetőséget, ám elgondolkozott azon, hogy a büntetési tétel talán túlságosan szigorú.[3][11]
- 1898 – Moravcsik Ernő Emil Gyakorlati elmekórtana, A nemi ösztön rendellenességei című fejezetben röviden taglalja a homoszexualitást, Richard Krafft-Ebing alapján szerzett vagy veleszületett homoszexuálisokat megkülönböztetve, valamint hivatkozik Karl Heinrich Ulrichs tevékenységére és az általa megalkotott német eredetű „urning” kifejezésre is.[3]

## 1900-as évek
- 1902 – Ferenczi Sándor megírja a Női homoszexualitás (Homosexualitas feminina) című tanulmányát, mely valójában egy transz férfi esete.[3]
- 1906 – Megjelenik Ferenczi Sándor magyar pszichoanalitikus Szexuális átmeneti fokozatokról című értekezése,[12] amelyben a homoszexualitás biológiai és lelki okait tárgyalja.
- 1907 – Porosz Mór az orvosok és természettudósok 1907. évi vándorgyűlésén, Pozsonyban előadást tart, Betekintés a homosexualitás és perversitás homályos kérdéseibe címmel, mely még abban az évben nyomtatásban is megjelenik. Az orvos beszámol arról, hogy „villanyozási” kezelésnek vetette alá homoszexuális pácienseit.[3][13]
- 1908 – Megjelenik dr. Gúthi Soma Homosexuális szerelem (Tuzár detektív naplója) című bűnügyi regénye.[14]
- 1909 – Vita indul a Magyar Jogászegyletben a homoszexualitás büntetőjogi megítélésének reformjáról, a Csemegi-kódex[5] természeti elleni fajtalanság vétségének esetleges eltörléséről. A vita során Fischer Ignác A homosexualitás és annak forensikus méltatása címmel, Halász Zoltán pedig A szemérem elleni bűncselekményekről, különös tekintettel a természet elleni fajtalanságra című előadásában érvel a dekriminalizáció mellett.[3] A jogszabályhely végül nem változik.[15]

## 1910-es évek
- 1910 – Kramolin Gyula a Huszadik Század hasábjain 1910-ben közölt hosszabb cikkében (A homoszexualitás kérdéséhez) érvel a dekriminalizáció mellett.[3][16]
- 1911 – Ferenczi Sándor magyar pszichoanalitikus publikálja A homoszexualitás szerepe a paranoia pathogenesisében című művét, amelyben egyebek mellett Magnus Hirschfeld tevékenységére is felhívja a közvélemény figyelmét. Műveiben kétféle homoszexuálist különböztetett meg: az alanyit, aki viselkedésében és megjelenésében is nőies, illetve a tárgyi homoszexuálist, aki férfias megjelenésű, de a vonzalma „neurosis-os”, azaz gyógyítható.

## 1920-as évek
- 1921 – A Detektív című hetilap egyik cikke szerint a Bak Sándor detektív főfelügyelő után csak Bak-csoportként emlegetett nyomozócsoport a kártyajátékosok felügyelete mellett a „beteges hajlamú férfiak” megfigyelésével is foglalkozik.[17]
- 1926 – Megjelenik Pál György A homoszexuális probléma modern megvilágításban című kötete, amely két kiadást is megért 1926-ban és 1927-ben. A szerző 10.000 főnél nagyobbra becsüli a budapesti homoszexuálisok számát. A fürdőkön kívül olyan belvárosi tereket sorol fel ismerkedő helyként, mint a Kálvin tér, az Erzsébet tér, az EMKE-sarok vagy a Margit híd budai hídfője.[18]
- 1929 – A modern bűnözés című könyv, rendőrségi statisztikák alapján 2000 fő körülire teszi azon Budapesten élő férfiak számát, „kiknek homosexualitása kétségtelen”.[19]

## 1930-as évek
- 1933 – Megjelenik Szántó Jenő egyetemi tanársegéd, rendelőfőorvos A homosexualis férfiprostitutio kérdése című tanulmánya a Népegészségügy 1933. évi 20-21. számában, amelyben egyebek mellett arról ír, hogy Budapesten 10.000 homoszexuális él, a rendőrségi nyilvántartás pedig 3.435 homoszexuális személyt tart nyilván.[20]

## 1940-es évek
- 1942 november-december – Az Államvédelmi Központ és a Honvédelmi Minisztérium levelezést folytat arról a kérdésről, hogy honvédelmi munkaszolgálatra kötelezzék-e a budapesti homoszexuális férfiakat. A mellékélt két lista összesen 993 férfi részletes személyes adatait tartalmazza.[21]
- 1944 – Nemes Sándor Gyakorlati nyomozás című munkájában több, homoszexuálisok sérelmére elkövetett bűncselekményt dolgoz fel. Könyvéből kiderül, hogy a rendőrség szervezetén belül működik egy külön „homoszexuális csoport” is, melynek vezetője Róna Ernő, helyettese pedig Cár István.[22]

## 1950-es évek
- 1958 – Az ORFK vezetőjének Bűnügyi nyilvántartási utasítása a bűncselekmények eredményes megelőzésére és felderítésére hivatkozva előírja többek között a homoszexuálisok nyilvántartását.[23]
- 1958 – Az Egészségügyi Tudományos Tanács "Ideg-elme Szakbizottsága", Nyírő Gyula vezetésével a homoszexualitásról szóló büntetőjogi törvényszakaszok módosításra tesz javaslatot.[24]

## 1960-as évek
- 1961 – Az 1956-os forradalmat követő megtorlás és konszolidáció idején, a Kádár-korszak elején elfogadott új Büntető törvénykönyvből[25] kikerül a férfiak közötti, beleegyezésen alapuló szexuális kapcsolat büntethetősége. A változás 1962. július 1-én lépett életbe. (lásd: 1978, 2002. szeptember 3.)
- 1963 – A Belügyminisztériumba szervezik az állambiztonsági szerveket. A későbbiekben kialakuló struktúrában a III/III. Belső Reakció (és Szabotázselhárító) Csoportfőnökség, III/III-5. (kulturális terület védelme) osztály III/III-5-b alosztálya foglalkozik a művészetek, a felsőoktatás, a Bős–nagymarosi vízlépcső ellen tüntető környezetvédő aktivisták és a Magyar Tudományos Akadémia tagjai mellett a homoszexuális emberek megfigyelésével és elhárításával.[26] Zsarolás útján többeket ügynöknek szerveztek be. 1986-ig az MSZMP Központi Bizottságának Agitációs és Propaganda Osztálya (APO) a korabeli sajtóban rendszeresen táplálta a közvélemény homofób előítéleteit.

## 1970-es évek
- 1971 – Bemutatják Fábri Zoltán Hangyaboly című filmjét, amely egy zárdában játszódik és apácák között kialakuló emberi érzelmekről és elfojtásokról szól.[27]
- 1978 – Az új Büntető törvénykönyv[28] az azonos neműek esetében alkalmazott beleegyezési korhatárt 20-ról 18 évre csökkentik. (lásd 2002. szeptember 3.)
- 1977 - Szilágyi Vilmos a szexuálpszichológia egyik hazai meghonosítója a korabeli kutatási eredményeiben a társadalomra nézve ártalmatlannak tekintette a transzneműséget.[29]

## 1980-as évek
- 1982 – Bemutatják Makk Károly Egymásra nézve című filmjét.[30] A leszbikus pár történetét bemutató film kapcsán a homoszexualitás először lesz közbeszéd tárgya.
- 1985 – Az első magyar HIV-fertőzött diagnosztizálása.[31]
- 1985 – Bemutatják Szabó István Redl ezredes című filmjét Alfred Redl ezredesről, kémről, aki homoszexuális volt, és 1913-ban öngyilkosságot követett el.[32]
- 1985 vége – Informálisan létrejön az első magyar LMBT-szervezet, a későbbi Homeros Egyesület.
- 1986 - Szilágyi Vilmos több kiadást megélt könyvében közérthető módon ír a szexualitás lélektani és társadalmi aspektusairól. A cikkeit összefoglaló kötet egyebek mellett a következő álláspontot tartalmazza: "A szexológusok ma már általában egyetértenek abban, hogy a homoszexualitás nem betegség, hanem egyszerűen a szexuális beállítódásnak és viselkedésnek egy kevésbé elterjedt változata.”[33]
- 1987 október – A Homeros Egyesület benyújtja alapító szándéknyilatkozatát az Egészségügyi és Szociális Minisztériumnak.
- 1988 május – Megalakul az első magyar LMBT-szervezet, a Homeros Egyesület.[34]
- 1988 – Minisztériumi rendeletet[35] fogadnak el a HIV terjedését megakadályozni hivatott lépésekről, amely szerint a fertőzött szexuális partnerei kötelesek szűrővizsgálaton résztvenni. A többször módosított szabályozást az Alkotmánybíróság 2002-ben megsemmisítette, lásd 2002. június 28.
- 1988 – Az ORFK Bűnüldözési Osztály egyik jelentése, A nemi erkölcs elleni bűncselekmények alakulásáról és jellemzőiről, különös tekintettel a prostitúcióra címmel, operatív adatok és egyéb információk alapján országosan mintegy 50 ezer főre, ebből Budapesten kb. 40-45 ezer főre teszi az ismert homoszexuálisok számát.[36]
- 1989 – Bemutatják Tímár Péter Mielőtt befejezi röptét a denevér című filmjét, amelyben feltűnik - egy meglehetősen ellenszenves - biszexuális férfi karakter.[37]
- 1989 – A Mások újság szamizdat formájú kiadására létrejön a Homeros Egyesületből kiválva – egyelőre nem hivatalos formában – a Lambda Budapest Meleg Baráti Társaság. Három stencilezett próbaszám jelenik meg 1989. december és 1990. március között; az újság 1991 áprilisától jelenik majd meg hivatalosan.
- 1989. február 18. – Megnyit a Lokál, az első kifejezetten homoszexuális szórakozóhely, a VII. Kertész utca 31. szám alatt, a Fészek Művészklubbal szemben.[38]

» későbbi események